# St. Donatus (Harperscheid)

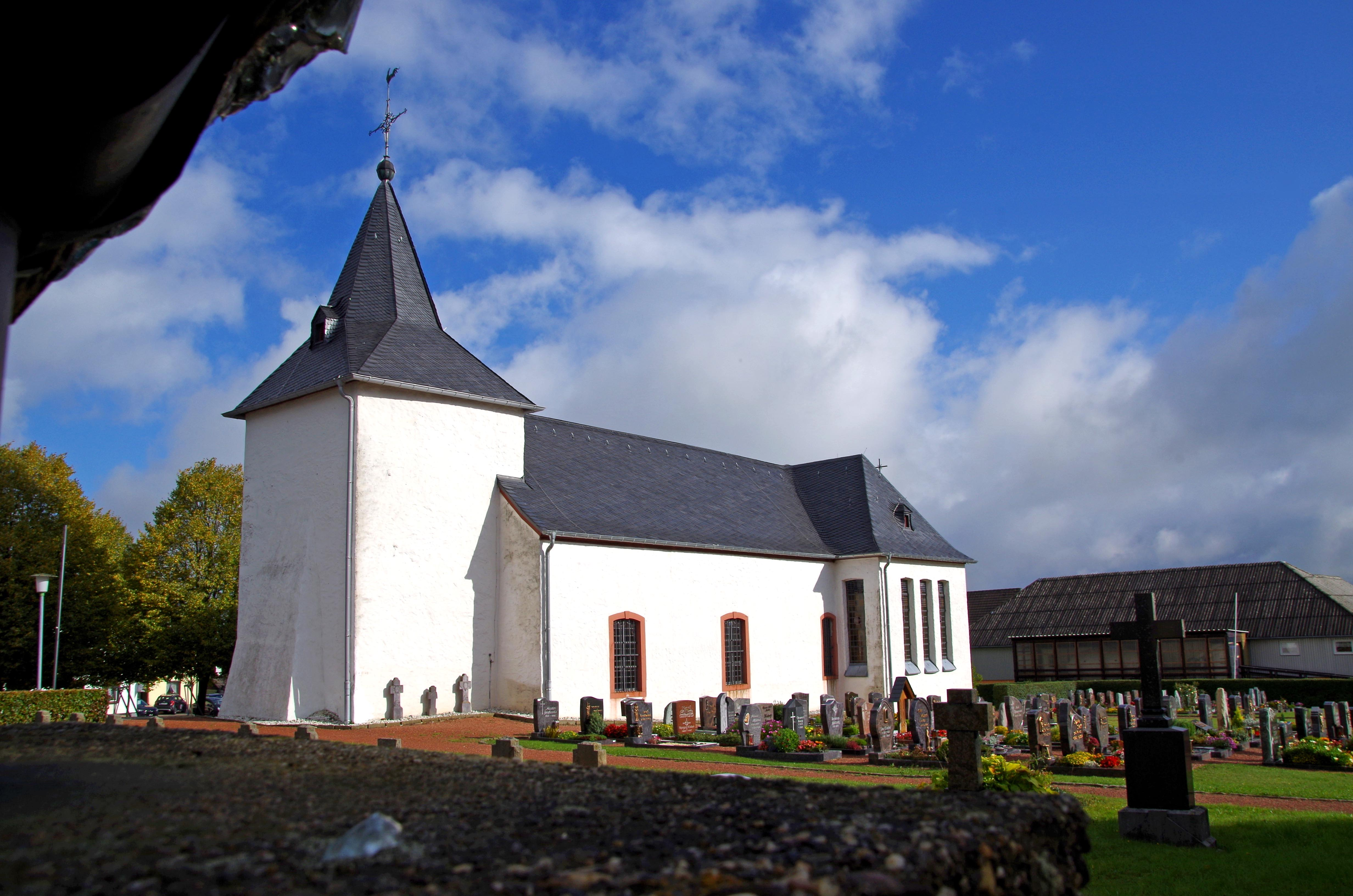
St. Donatus (Harperscheid) Schleiden

Die katholische Pfarrkirche St. Donatus ist ein denkmalgeschütztes Kirchengebäude in Harperscheid, einem Ortsteil von Schleiden im Kreis Euskirchen (Nordrhein-Westfalen).

## Geschichte und Ausstattung
Der schlichte verputzte Saalbau wurde 1809 errichtet. Der vorgelagerte quadratische Westturm aus dem 16. Jahrhundert ist nur noch mit zwei Geschossen unter einer stark eingezogenen Schieferpyramide erhalten. Das Turmportal wurde 1779 eingebaut. 1940 wurde das Gebäude um ein Querschiff und den Chor erweitert. In der Eingangshalle ruht ein Rippengewölbe auf einer Mittelstütze.

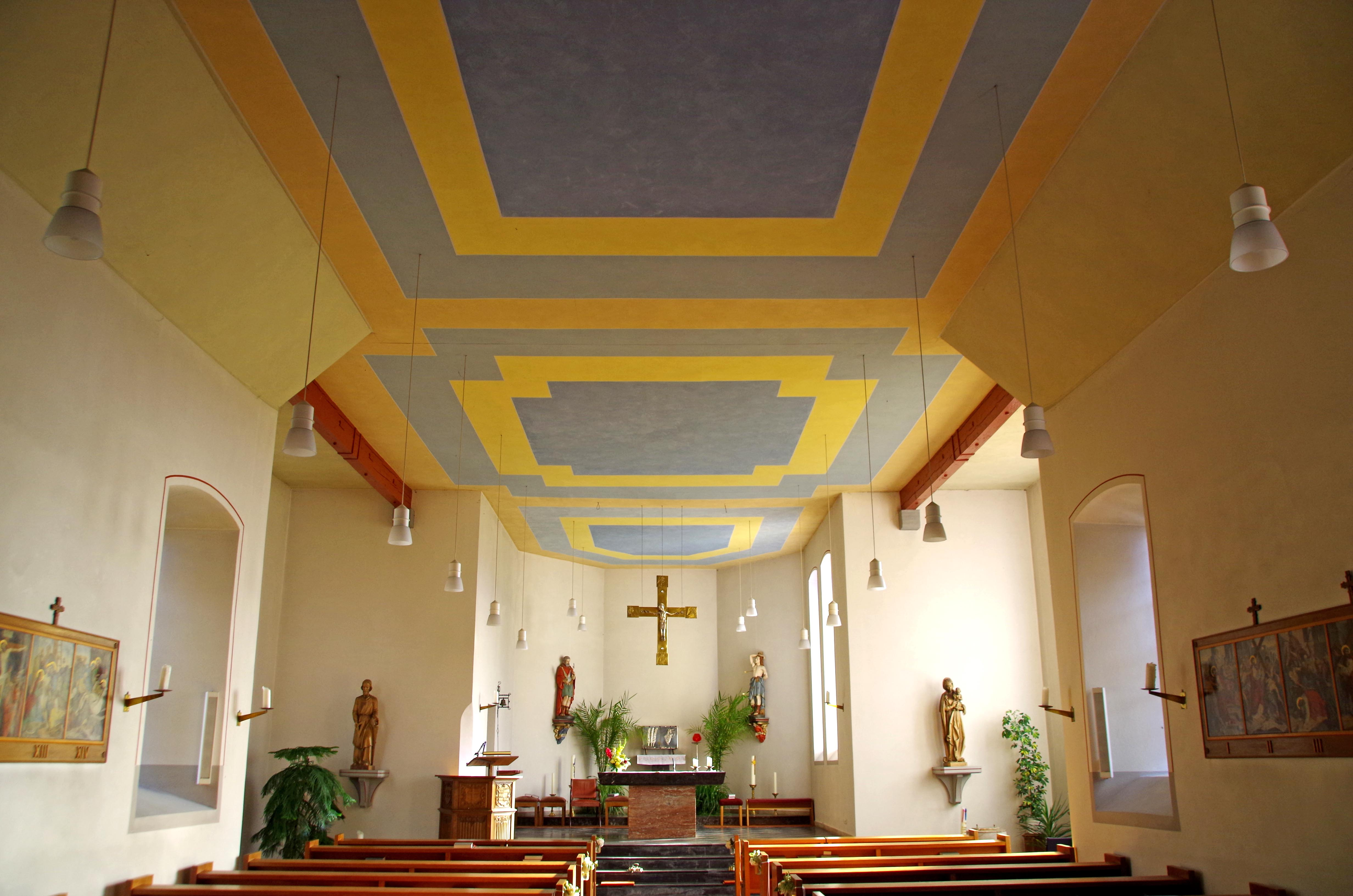
Innenraum

Von einer geschnitzten Kanzel des 16. Jahrhunderts wurden einige Füllungen im heutigen Ambo wiederverwendet.

## Pfarrer
Folgende Priester waren bislang Pfarrer an St. Donatus:
| von – bis | Name                        |
| --------- | --------------------------- |
| 1924–1948 | Sigismund Mockel            |
| 1948–1963 | Heinrich Hennekes           |
| 1963–1965 | P. Cornelius Verhoef OPraem |
| 1965–1983 | Matthias Reuter             |
| 1983–1993 | Josef Wickeler              |
| 1993–?    | Bruno Ix                    |
| ?–2023    | Philipp Cuck                |
| Seit 2023 | Thomas Schlütter            |